# Gwendolyn Quirk
Gwendolyn Quirk (Canadá, 29 de mayo de 1959) es una nadadora  canadiense retirada especializada en pruebas de estilo mariposa, donde consiguió ser medallista de bronce mundial en 1978 en los 100 metros estilo mariposa.

## Carrera deportiva
En el Campeonato Mundial de Natación de 1978 celebrado en Berlín (Alemania), ganó la medalla de bronce en los 100 metros estilo mariposa, con un tiempo de 1:01.82 segundos, tras la estadounidense Joan Pennington  y la alemana Andrea Pollack; y también ganó el bronce en los relevos de 4x100 metros estilo libre, con un tiempo de 3:49.59 segundos, tras Estados Unidos y Alemania del Este.